# Episodi di Crossing Jordan (quarta stagione)
La quarta stagione della serie televisiva Crossing Jordan è stata trasmessa in prima visione negli Stati Uniti d'America da NBC tra il 2004 e il 2005.
In Italia è stata trasmessa in prima visione satellitare da Fox Life ed in chiaro da LA7.
| nº | Titolo originale                     | Titolo italiano            | Prima TV USA      | Prima TV Italia  |
| -- | ------------------------------------ | -------------------------- | ----------------- | ---------------- |
| 1  | After Dark                           | Buio totale                | 26 settembre 2004 | 19 ottobre 2005  |
| 2  | Out of Sight                         | Fuori controllo            | 3 ottobre 2004    | 26 ottobre 2005  |
| 3  | Intruded                             | L'intruso                  | 10 ottobre 2004   | 26 ottobre 2005  |
| 4  | Deja Past                            | Già avvenuto               | 17 ottobre 2004   | 2 novembre 2005  |
| 5  | Justice Delayed                      | Giustizia in ritardo       | 24 ottobre 2004   | 2 novembre 2005  |
| 6  | Blue Moon                            | Luna blu                   | 31 ottobre 2004   | 9 novembre 2005  |
| 7  | What Happens in Vegas Dies in Boston | Delitto in cielo           | 7 novembre 2004   | 9 novembre 2005  |
| 8  | Fire in the Sky                      | Fuoco nel cielo            | 14 novembre 2004  | 16 novembre 2005 |
| 9  | Necessary Risks                      | Rischi necessari           | 21 novembre 2004  | 16 novembre 2005 |
| 10 | A Stranger Among Us                  | Uno straniero tra noi      | 2 gennaio 2005    | 23 novembre 2005 |
| 11 | Murder in the Rue Morgue             | Omicidio in Rue Morgue     | 9 gennaio 2005    | 23 novembre 2005 |
| 12 | Family Affair                        | Affari di famiglia         | 30 gennaio 2005   | 30 novembre 2005 |
| 13 | You Really Got Me                    | L'uomo con un braccio solo | 13 febbraio 2005  | 30 novembre 2005 |
| 14 | Gray Murders                         | L'angelo della morte       | 13 marzo 2005     | 7 dicembre 2005  |
| 15 | It Happened One Night                | Accadde una notte          | 20 marzo 2005     | 7 dicembre 2005  |
| 16 | Skin and Bone                        | L'ombra del passato        | 27 marzo 2005     | 14 dicembre 2005 |
| 17 | Locard's Exchange                    | Omicidi impuniti           | 10 aprile 2005    | 14 dicembre 2005 |
| 18 | Sanctuary                            | Una lunga notte            | 24 aprile 2005    | 21 dicembre 2005 |
| 19 | Embraceable You                      | Una donna adorabile        | 1º maggio 2005    | 21 dicembre 2005 |
| 20 | Forget Me Not                        | Tracce di sangue           | 8 maggio 2005     | 28 dicembre 2005 |
| 21 | Jump, Push, Fall                     | Una vittima dal passato    | 15 maggio 2005    | 28 dicembre 2005 |